# Pyaugha
Pyaugha – gaun wikas samiti w zachodniej części Nepalu w strefie Rapti w dystrykcie Rukum. Według nepalskiego spisu powszechnego z 2001 roku liczył on 662 gospodarstw domowych i 4203 mieszkańców (2084 kobiet i 2119 mężczyzn).